# Dusnok
Dusnok è un comune dell'Ungheria di 3 396 abitanti (dati 2005). È situato nella contea di Bács-Kiskun.

## Società

### Evoluzione demografica
La popolazione è in maggioranza ungherese. È presente una comunità croata, emigranti dalla Slavonia nel XVI secolo.